# Saint-Alban (Alto Garona)
 Saint-Alban  es una población y comuna francesa, en la región de Mediodía-Pirineos, departamento de Alto Garona, en el distrito de Toulouse y cantón de Toulouse-14.

## Geografía
Esta comuna está situada a orillas del río Hers-Mort en el extrarradio norte de Toulouse.

## Demografía
| 346 | 847 | 1347 | 1749 | 2258 | 2792 | 4417 | 5186 |
| Para los censos de 1962 a 1999 la población legal corresponde a la población sin duplicidades (Fuente: INSEE [Consultar]) |     |      |      |      |      |      |      |

Forma parte de la aglomeración urbana de Toulouse.

## Historia
Llamada inicialmente Mathe (o Mathepezoul) y más tarde Gafelaze, Saint-Alban tomó su nombre actual en 1675.
Esta pequeña población ha estado marcada por el cultivo de la violeta, planta emblemática de las comarcas tolosanas, que aparece en su escudo.

## Hermanamientos
- Salgareda (Italia)